# National Trails System

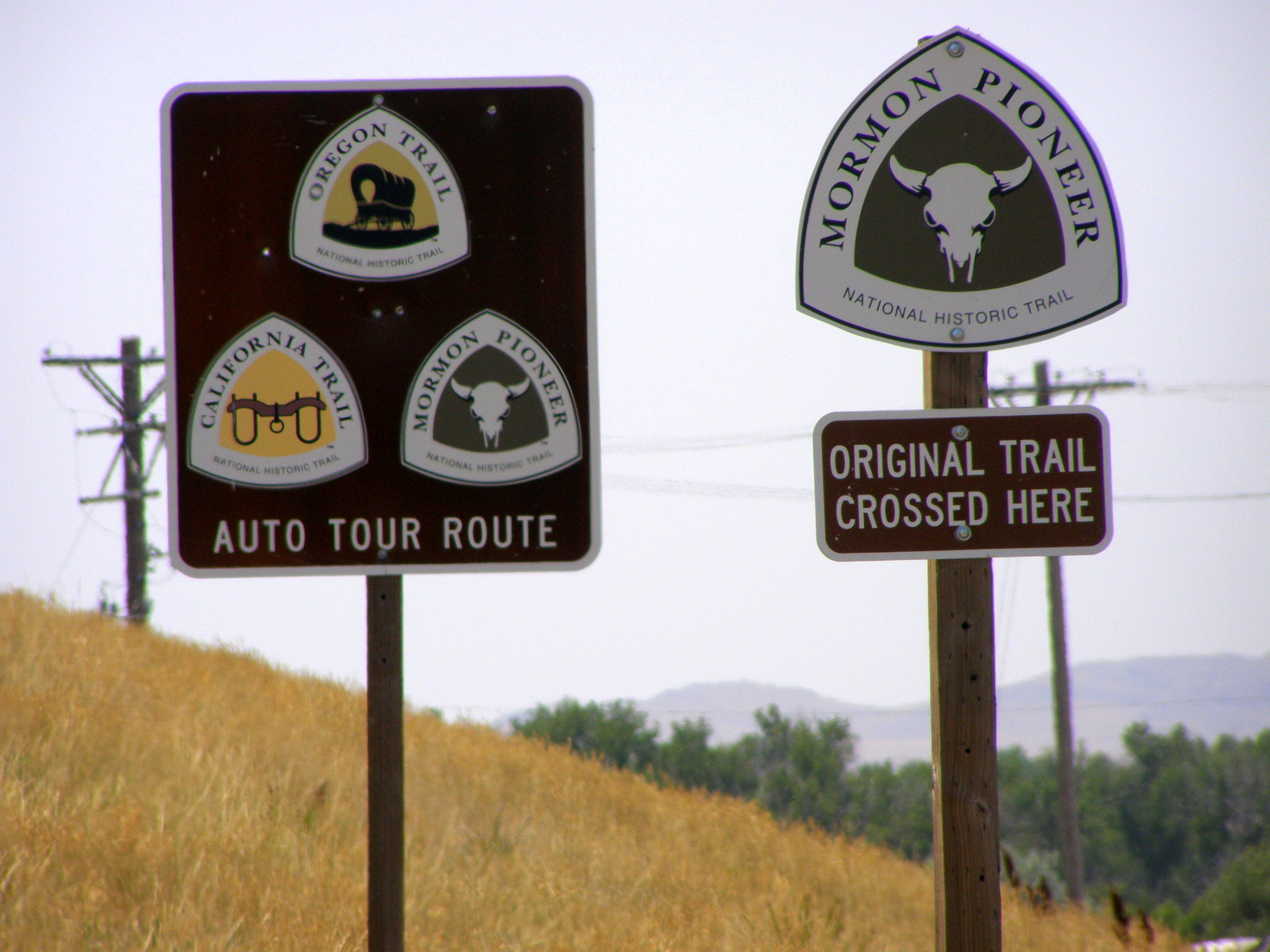
Der Oregon Trail, Mormon Pioneer Trail und California Trail verlaufen teilweise gemeinsam, bevor sie sich in den Rocky Mountains aufspalten

Das National Trails System der Vereinigten Staaten von Amerika umfasst als Trails bezeichnete Wanderwege und historische Routen, die wegen ihrer nationalen Bedeutung besonders ausgewiesen sind. Das System wird vom National Park Service betreut, der mit lokalen, regionalen und bundesweiten Partnern zusammenarbeitet.

## Rechtsgrundlage und Errichtung
Die National Trails stehen gemäß dem National Trails System Act aus dem Jahr 1968 (Public Law 90-543) aus verschiedenen Gründen samt ihrer Umgebung unter besonderem bundesrechtlichem Schutz. Dieses Gesetz begründete ein öffentlich zugängliches Wegenetz, das National Trails System (NST), das in verschiedene Wegekategorien (sowie Verbindungswege und alternative Wegführungen) eingeteilt ist:
- National Recreation Trails sind Wanderwege, die der Naherholung im Umfeld von Großstädten dienen;
- National Scenic Trails sind Fernwanderwege, mit Wegführung durch Landschaften von herausragendem Reiz;
- National Historic Trails sind Wegführungen, die besondere historische Bedeutung für die Vereinigten Staaten haben. Sie wurden erst 1978 eingeführt und bestehen nicht aus durchgehenden Straßen oder Wegen, sondern einer Abfolge von Sehenswürdigkeiten und Gedenkstätten, die thematisch zu einer historischen Wegbeziehung gehören.
- National Geologic Trails wurden 2009 eingeführt und entsprechen National Historic Trails, verbinden jedoch Orte, die durch einen geologischen Zusammenhang verknüpft sind.

Beweggrund für die Errichtung des National Trails System ist laut National Trails System Act ihre Erhaltung, den öffentlichen Zugang, die Benutzbarkeit, sowie den Genuss an und die Wertschätzung für die Freiräume und für die geschichtlichen Wurzel der Nation zu fördern ("to promote the preservation of, public access to, travel within, and enjoyment and appreciation of the open-air, outdoor areas and historic resources of the Nation"). Es werden hierbei also keine komplett neuen Wege gebaut, sondern bestehende Wege geschützt, beworben, ausgeschildert, instand gehalten und teilweise mit Infrastruktureinrichtungen ergänzt.
Die Einrichtung von National Scenic Trails und National Historic Trails erfordert ein förmliches Gesetz des US-Kongresses, die National Recreation Trails und Verbindungs- bzw. Nebentrails benötigen lediglich eine Bestätigung durch den Innenminister oder den Landwirtschaftsminister, wobei jährlich exemplarisch Trails von lokaler und regionaler Bedeutung aus den vielen von unterhaltsverpflichteten Behörden und Organisationen eingereichten Anträgen ausgewählt werden. Seit 2012 werden unter dem Dach der National Recreation Trails auch National Water Trails für Kanuwandern und andere Erholung am Wasser eingerichtet. Sie werden durch das Innenministerium auf Vorschlag der Bundesstaaten ausgewiesen. Das Programm wird durch den National Park Service koordiniert. Bis Juni 2014 waren 16 National Water Trails benannt.

## Wegenetz, Verwaltung und Weiterentwicklung
Das National Trails System besteht aus 11 National Scenic Trails, 19 National Historic Trails, einem National Geologic Trail, über 1200 National Recreation Trails, sowie zwei Verbindungs- bzw. Nebentrails (Stand: 2012). Die Wegelänge differiert zwischen unter einer und mehreren tausend Meilen. Zusammengenommen haben sie eine Länge von gut 80.000 km (50.000 Meilen). Die Routen sind nicht nur reine Wanderwege, auf manchen ist auch das Reiten möglich und motorisierte Camper erlaubt, National Historic Trails und National Geologic Trails sind in der Regel nicht als durchgehender Weg angelegt, sondern bestehen aus gemeinsam beschilderten einzelnen und dezentralen Sehenswürdigkeiten mit großteils individuellem Denkmalschutzstatus, die über historische Routen oder geologische Zusammenhänge informieren.
Da es sich um aufgrund Kongressbeschluss eingerichtete Fernwege handelt, werden alle National Scenic Trails und National Historic Trails von Bundeseinrichtungen verwaltet:, entweder vom Bureau of Land Management (BLM), dem USDA Forest Service oder dem National Park Service (NPS). Zwei Routen werden gemeinsam vom BLM und NPS verwaltet. Manchmal erwerben diese Verwaltungen selbst Grundstücke, um wichtige Bereiche, Ressourcen, öffentliche Zugänge oder Sichtachsen zu schützen. Meistens jedoch kooperieren sie hierzu mit den betroffenen Bundesstaaten, örtlichen Behörden, Landverwaltungen und privaten Grundeigentümern.
Die Weiterentwicklung des Netzes von National Recreation Trails wird vom National Recreation Trails Program (NRTP) in Fragen der Werbung und Technik unterstützt. So gibt es beispielsweise einen Newsletter, Rundmails, einen nach Staaten gegliederten Index der Wege mit Fotos und Begleitinfos, einen jährlichen Fotowettbewerb und anderes mehr. Das NRTP wird gemeinsam vom National Park Service und dem USDA Forest Service betrieben, wobei diese unterstützt werden von einer Reihe anderer Bundeseinrichtungen sowie insbesondere in der Projektentwicklung und Werbung von nichtstaatlichen gemeinnützigen Organisationen, vor allem American Trails.
Außer den besonders geschützten National Trails gibt es in den Vereinigten Staaten zahllose weitere Fernwanderwege (Long-distance trails).

## National Historic Trails
| Trail-Name                                                        | Jahr der Einrichtung | Länge (Meilen) |
| ----------------------------------------------------------------- | -------------------- | -------------- |
| Oregon National Historic Trail                                    | 1978                 | 2170           |
| Mormon Pioneer National Historic Trail                            | 1978                 | 1300           |
| Lewis and Clark National Historic Trail                           | 1978                 | 3700           |
| Iditarod National Historic Trail                                  | 1978                 | 2350           |
| Overmountain Victory National Historic Trail                      | 1980                 | 275            |
| Nez Perce National Historic Trail                                 | 1986                 | 1170           |
| Santa Fe National Historic Trail                                  | 1987                 | 1203           |
| Trail of Tears National Historic Trail                            | 1987                 | 2200           |
| Juan Bautista de Anza National Historic Trail                     | 1990                 | 1200           |
| California National Historic Trail                                | 1992                 | 5665           |
| Pony Express National Historic Trail                              | 1992                 | 1966           |
| Selma to Montgomery National Historic Trail                       | 1996                 | 54             |
| El Camino Real de Tierra Adentro National Historic Trail          | 2000                 | 404            |
| Ala Kahakai National Historic Trail                               | 2000                 | 175            |
| Old Spanish National Historic Trail                               | 2002                 | 2700           |
| El Camino Real de los Tejas National Historic Trail               | 2004                 | 2580           |
| Captain John Smith Chesapeake National Historic Trail             | 2006                 | 3000           |
| Star-Spangled Banner National Historic Trail                      | 2008                 | 290            |
| Washington-Rochambeau Revolutionary Route National Historic Trail | 2009                 | 600            |

Zwei weitere Trails befinden sich in der Erkundungs- und Evaluierungsphase als National Historic Trails: Der Chisholm Trail und der historische Viehtrieb von Dodge City nach San Antonio.

## National Geologic Trails
| Trail-Name                             | Jahr der Einrichtung | Länge (Meilen) |
| -------------------------------------- | -------------------- | -------------- |
| Ice Age Floods National Geologic Trail | 2009                 |                |

## National Scenic Trails
| Trail-Name                               | Jahr der Einrichtung | Länge (Meilen) |
| ---------------------------------------- | -------------------- | -------------- |
| Appalachian National Scenic Trail        | 1968                 | 2174           |
| Pacific Crest National Scenic Trail      | 1968                 | 2638           |
| Continental Divide National Scenic Trail | 1978                 | 3100           |
| North Country National Scenic Trail      | 1980                 | 4600           |
| Ice Age National Scenic Trail            | 1980                 | 1000           |
| Florida National Scenic Trail            | 1983                 | 1300           |
| Potomac Heritage National Scenic Trail   | 1983                 | 700            |
| Natchez Trace National Scenic Trail      | 1983                 | 695            |
| Arizona National Scenic Trail            | 2009                 | 807            |
| New England National Scenic Trail        | 2009                 | 220            |
| Pacific Northwest National Scenic Trail  | 2009                 | 1200           |